# 6519 Джіоно
6519 Джіоно (6519 Giono) — астероїд головного поясу, відкритий 12 лютого 1991 року.
Тіссеранів параметр щодо Юпітера — 3,646.